# Juri Ueno
Pour les articles homonymes, voir Ueno (homonymie).
Juri Ueno (上野 樹里, Ueno Juri), née le 25 mai 1986 à Kakogawa, est une actrice japonaise. En 2005, elle est élue nouveau talent de l'année aux Japanese Academy Awards pour son rôle dans le film Swing Girls.
Ueno tient aussi le rôle-titre du drama Nodame Cantabile, ainsi que celui de Ruka Kishimoto dans Last Friends.

## Biographie
Ueno Juri est mariée avec Shō Wada (guitariste et chanteur du groupe Triceratops) depuis le 26 mai 2016.

## Filmographie

### Films
- 2003 : Joze to Tora to Sakana Tachi (Kanae)
- 2004 : Swing Girls (Tomoko Suzuki)
- 2004 : Chirusoku no Natsu (Mari Sugiyama)
- 2005 : Summer Time Machine Blues (Haruka Shibata)
- 2005 : Kame wa igai to hayaku oyogu(Suzume Katakura)
- 2006 : Arch Angels (Fumio Shijo)
- 2006 : 7 Gatsu 24 ka Dōri no Kurisumasu (Megumi Kamibayashi)
- 2006 : Rainbow Song (Aoi Sato)
- 2006 : Shiawase no Switch (Rei Inada)
- 2006 : Deguchi no Nai Umi (Minako Narumi)
- 2008 : Kodomo no Kodomo
- 2008 : Guu-Guu Datte Neko de Aru (Naomi)
- 2008 : Kung-Fu Kun
- 2008 : Wanko the Movie 2 (Narratrice)
- 2008 : Naoko (Naoko Shinomiya)
- 2009 : Killer Virgin Road (Hiroko)
- 2010 : Nodame Cantabile - The Movie I and II (Megumi Noda alias « Nodame »)
- 2013 : Hidamari No Kanojo (Mao Watarai)
- 2015 : The Beauty Inside (Woo-Jin)
- 2016 : Aozora Yell (Yōko Sugimura)
- 2016 : My Dad and Mr. Ito (Aya)

### Dramas
- 2003 : Teru Teru Kazoku (Akiko Iwata)
- 2003 : Okaasan to issho (Kaori Matsui)
- 2004 : Orange Days (Ayumi Kirishima)
- 2005 : Engine (Misae Hoshino)
- 2005 : Kindaichi Shōnen no Jikenbo – Kyuketsuki Densetsu Satsujin Jiken (Miyuki Nanase)
- 2006 : Bokutachi no Sensou (Minami Kamoshita)
- 2006 : Tsubasa No Oreta Tenshitachi (Ryoko Shimojo)
- 2006 : Nodame Cantabile (Megumi Noda)
- 2007 : Jodan Ja Nai! (Eren Takamura)
- 2007 : Marumaru Chibi Maruko-chan SP (Maruko-chan)
- 2008 : Nodame Cantabile New Year Special in Europe (Megumi Noda)
- 2008 : Loss Time Life
- 2008 : Last Friends (Ruka Kishimoto)
- 2009 : Ueno Juri to Itsutsu no Kaban
- 2010 : Sunao ni Narenakute (Tukiko Mizuno)
- 2011 : Gō (Gō)
- 2014 : Europe Kikaku 26th Century Fox (Fumiko Sawano)
- 2014 : Alisu no Toge (Asumi Mizuno)
- 2014 : Hard to say I love you (Haru)
- 2015 : Ourobouros (Inspector Mizuki Hibino)
- 2015 : The Secret Message (Haruka)
- 2016 : Kazoku no katachi (Hanako Kumagai)
- 2018 : Good Doctor (Natsumi Seto)
- 2019 : Medical Examiner Asagao (Asagao Maki)
- 2020 : Theseus no ship (Yuki Tamura) drama en cours de diffusion